# Akcent 1
Akcent 1 – debiutancka kaseta magnetofonowa zespołu Akcent, wydana w 1991 roku. Zawiera 10 utworów, w tym m.in. pierwsze przeboje grupy takie jak: „Chłopak z gitarą”, „Tabu tibu”, „Dajcie mi gitarę” czy „Kocham Ciebie”. Nagrania zrealizowano w studiu S-1 Rozgłośni Regionalnej w Białymstoku. Na kasecie oprócz Zenona Martyniuka, można usłyszeć również wokal Mariusza Anikieja.

## Lista utworów
Strona A
1. „Kocham Ciebie”
2. „Chłopak z gitarą”
3. „Tabu tibu”
4. „To było w pociągu”
5. „Dziewczyna z konwaliami”

Strona B
1. „Dajcie mi gitarę”
2. „Nie wiem czego chcę”
3. „Deszczowe łzy”
4. „Dziewczyna jedyna”
5. „Jestem sam”

## Skład zespołu
- Mariusz Anikiej – keyboard, wokal w utworach: (A1, A4, B2, B4, B5)
- Zenon Martyniuk – gitara basowa, wokal w utworach: (A2, A3, A5, B1, B3)
- Zenobiusz Gul – kierownik zespołu